# Maison Wagner à Meudon

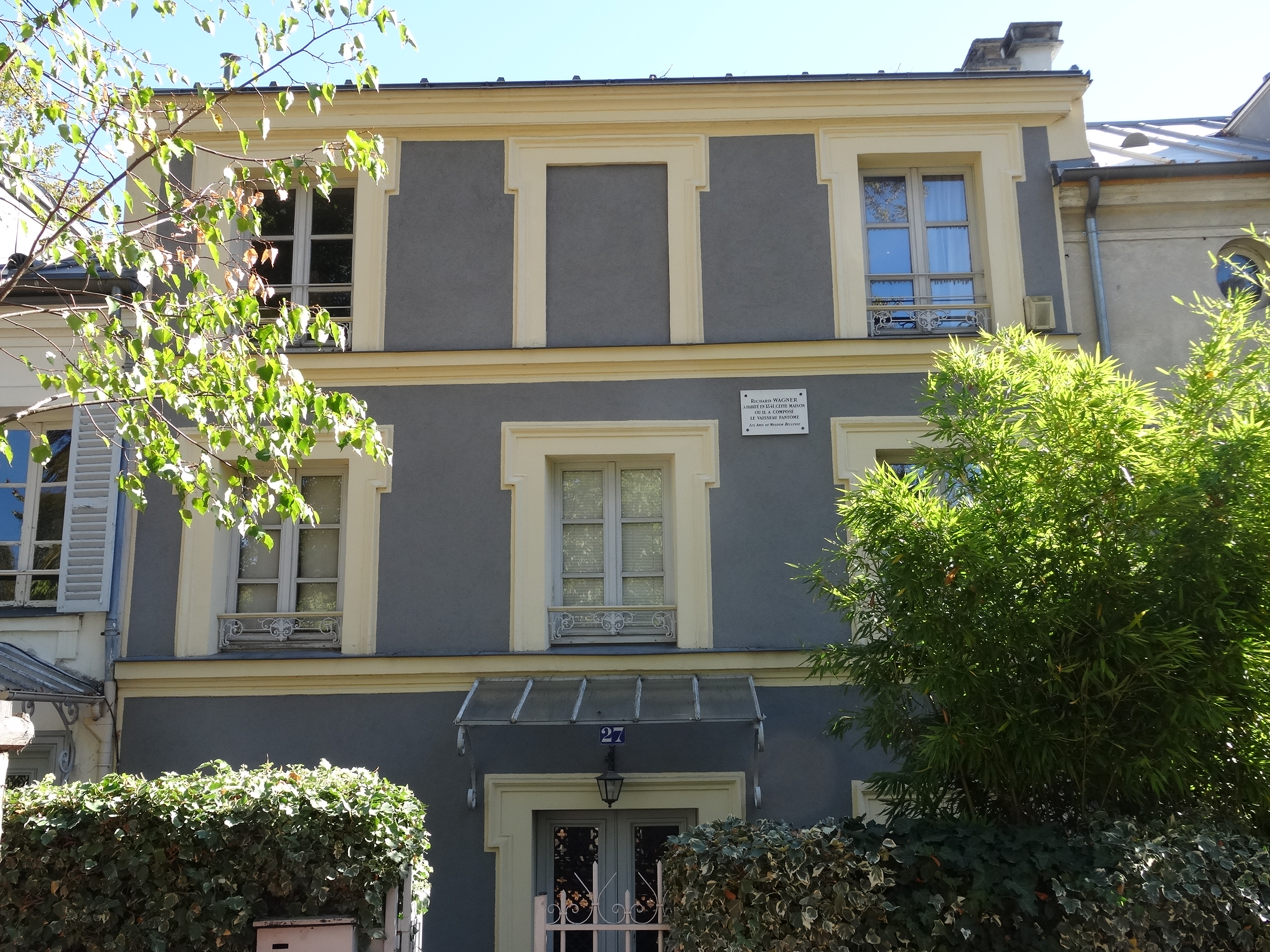
Façade de la Maison Wagner à Meudon

La Maison Wagner à Meudon est une maison située au 27 avenue du Château à Meudon, anciennement 3 avenue du château.
Elle a notamment abrité le séjour du jeune et à l'époque désargenté Richard Wagner et de sa femme Minna Wagner, en 1841.
Durant cette période, le compositeur, âgé de 27 ans, a composé « Le Hollandais volant » ultérieurement appelé « Le Vaisseau Fantôme » proposé à l'Opéra de Paris mais dont il ne put que céder le scénario confié au librettiste français Paul Foucher.

## Les travaux de 1993
En hommage au compositeur et à l'esprit du lieu, les propriétaires ont métamorphosé l'intérieur de la maison en un nouvel espace lié au thème du Vaisseau Fantôme, opéra romantique de Wagner, au cours de l'année 1993, et sous la direction de l'architecte Jacques-Émile Lecaron.

## De nos jours
La maison Wagner est aujourd'hui une propriété privée, qui peut se visiter sur rendez-vous